# Gegants del Barri de Pequín d'Olot
Els Gegants del Barri de Pequín d'Olot van ser construïts l'any 1979 per l'escultora Rosa Serra, amb la col·laboració de Xavier Carbonell i altres veïns del barri.
Són propietat de l'Associació de Veïns del Barri de Pequín, d'Olot.

## Descripció
Es tracta d'uns gegants totalment diferents, atès que no son una parella, sinó tres gegants, que representen un Senyor, un Pallasso i una Pagesa.
Els gegants tenen un ball propi, compost per Joan Puigdemont.
Els primers vestits foren cosits pels veïns del barri. Foren substituïts el 2008. L'any 2024 varen estrenar vestits nous, confeccionats per Carles Solé.